# Iglesia Congregacional de Plymouth (Providence)
La Iglesia Congregacional de Plymouth es un edificio histórico de la iglesia en 1014 Broad Street en la ciudad Providence, la capital del estado de Rhode Island (Estados Unidos). Terminado en 1919 para una congregación fundada en 1878, de estilo neogótico tardío, diseñado por el arquitecto de Boston George F. Newton. Desde 2016, el edificio alberga a la congregación Iglesia Visión Evangélica. Fue incluido en el Registro Nacional de Lugares Históricos en 2021.

## arquitectura e historia
La antigua Iglesia Congregacional de Plymouth está ubicada en el borde este del vecindario de Elmwood y el borde oeste de Lower South Providence, en la esquina sureste de Broad Street y Pennsylvania Avenue. Es una gran estructura de piedra, con una torre cuadrada que se eleva en la esquina delantera izquierda. Los contrafuertes adornan los lados del edificio y las esquinas de la torre, y una gran vidriera domina la fachada a dos aguas de Broad Street. La entrada principal está en la base de la torre, con pesadas puertas de madera encajadas en una abertura de arco gótico con ventanas de popa. El interior sigue un plan Akron modificado, diseñado específicamente para albergar grandes clases de escuela dominical.
La iglesia fue construida entre 1915 y 1919 para una congregación fundada en las cercanías en 1878; fue su tercer edificio. Fue diseñado por George F. Newton, un arquitecto con sede en Boston. La planificación del edificio comenzó en 1891, cuando la congregación compró el lote donde se encuentra. Su diseño y construcción se retrasaron por consideraciones de financiación, y su construcción fue interrumpida por la Primera Guerra Mundial. Se dedicó formalmente el 2 de marzo de 1919.
En 1927, la Iglesia Congregacional de Plymouth se fusionó con la Iglesia Congregacional de la Unión. Su membresía combinada de 1200 la convirtió en una de las iglesias protestantes más grandes de Providence. Sin embargo, para 1968 la congregación se había reducido a unos 140 miembros, debido a que los miembros se mudaron a los suburbios.
El edificio fue vendido en 1971 a la Conferencia de Rhode Island de la Iglesia Unida de Cristo, que ese mismo año vendió el edificio a la Iglesia de Dios en Cristo de la Santa Cruz, una congregación negra de 260 miembros, que permaneció allí hasta 2015.
Iglesia Visión Evangélica, una congregación latina, adquirió la iglesia en 2016. Los líderes de la congregación nominaron la propiedad al Registro Nacional de Lugares Históricos, para reconocer la importancia histórica del edificio. La nominación en sí es significativa como la primera nominación bilingüe del Registro Nacional.